# 48-as főút (Magyarország)
A 48-as főút Debrecentől a román határig tart. Hossza majdnem pontosan 30 kilométer. A főút Nagykároly vagy Szatmárnémeti legjobb megközelítési módja Magyarország felől. Bár az előbbi vállaji, az utóbbi csengersimai határátlépéssel is könnyen elérhető.

## Nyomvonala
Debrecen belterületén ágazik ki a városközpontot tehermentesítő körútból, illetve a 4-es főútból, annak a 225+500-as kilométerszelvényénél, kelet felé, Faraktár utca néven. Fél kilométer után keresztezi a Budapest–Záhony-vasútvonal és a Apafa–Mátészalka-vasútvonal közös szakaszának nyomvonalát, ezután elhalad Szabadságtelep, majd Pércsikert városrészek házai között. Sokáig egy iparvasút nyomvonala mellett halad, annak déli oldalán; majdnem pontosan a 6. kilométerénél kilép a lakott területek közül, ami után a vasút is elkanyarodik tőle északnak. A 7+250-es kilométerszelvénye táján egy számozatlan önkormányzati út, a Debrecen keleti külterületeit és kirándulóhelyeit összekötő Panoráma út keresztezi. A 10. kilométere után egy időre megközelít a Debrecen–Nyírábrány-vasútvonal vágányait, elhalad Nagycsere vasútállomás és a névadó külterületi városrész mellett, a 14. kilométerénél pedig Halápot érinti, e városrész vasúti megállója viszont már csak egy közel egy kilométeres bekötőúton érhető el a főútról.
A 18. kilométere után hagyja el Debrecen területét és lép át Vámospércs területére; e település belterületét kevéssel a 19. kilométere előtt éri el, települési neve itt Debreceni utca. A központban, a 19+850-es kilométerszelvénye táján kiágazik belőle északnak, Nyírlugos felé a 4905-ös út, az ellenkező irányban pedig a Létavértesre vezető 4807-es út. Béke utca néven folytatódik a belterület széléig, amit 21 kilométer után ér el, de előtte még kiágazik belőle – a 20+550-es kilométerszelvénye táján – a 4806-os út Bagamér-Álmosd felé.
24,8 kilométer után szeli át az útjába eső utolsó település, Nyírábrány határszélét, ugyanott lehet  letérni dél felé egy alsóbbrendű útra, amely a vasút Szentannapuszta megállóhelyére vezet. 26,4 kilométer után észak felé ágazik ki belőle egy újabb út, ez a Nyírábrány központjába vezető 4907-es; ott egy kis szakaszon eléri a belterület déli szélét, de utána ismét külterületek közé ér, sőt egy darabon érinti Bagamér határszélét is. Utolsó másfél kilométerén a Nyírábrány vasútállomás körül kialakult településrész mellett, s ugyanott beletorkollik a Nyíradonytól idáig húzódó 4904-es út. Az itteni határátkelőhelynél ér véget; folytatása az országhatár túloldalán DNSPC útszámmal folytatódik Érmihályfalva ’’(Valea lui Mihai)’’ területén.
Teljes hossza, az országos közutak térképes nyilvántartását szolgáló kira.kozut.hu adatbázisa szerint 30,006 kilométer.

## Története
1934-ben a kereskedelem- és közlekedésügyi miniszter 70 846/1934. számú rendelete a mai teljes hosszában másodrendű főúttá nyilvánította, a Füzesabony (vagy Dormánd) és az országhatár közt húzódó 33-as főút részeként. [A 48-as útszámot akkor még nem osztották ki, ellenben egy ismeretlen időpontban, bár feltehetőleg 1950 körül kiadott közúthálózati térképen már a mai 48-as főút mellett szerepel ez az útszám.]

## Települések az út mentén
- Debrecen
- Vámospércs
- (Bagamér)
- Nyírábrány